# Merkur (filatelie)

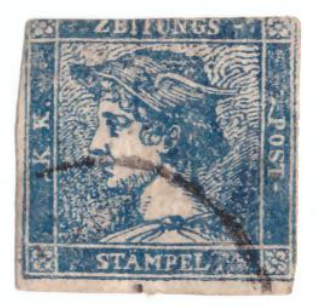
Modrý Merkur s razítkem

Merkur byla novinová poštovní známka vydávaná Rakousko-Uherskou poštou, uvedená do oběhu v roce 1851. Jde tak o první novinovou známku vydanou na českém území.[zdroj?]

## Popis a použití
Merkur byla velmi malá, asi 1,5 vysoká a 1,5 cm široká jednobarevná známka[zdroj?] navržená rytcem Josefem Axmannem. Hlavním motivem známek je hlava boha Herma, v Římě známého jako Merkur. V rámečku koelm něj se na čtyřech stranách postupně shora po směru hodinových ručiček nachází text ZEITUNGS – POST – STÄMPEL – K.K., v rozích s rozetami neboli růžemi¿
V polovině 19. století ještě nebylo zvykem zoubkování a známky se pro oddělení od sebe stříhaly, a tak je tomu i u Merkurů. Rovněž se na nich nenacházela cena ani označení vydávajícího státu. Tiskly se po 100 kusech ve čtvercovém uspořádání (10x10).
Existuje několik variant Merkuru, které se na první pohled liší především barvou. Mezi nejběžnější patří Merkur modrý, protože se lepil přímo na noviny, které se celkem často dochovaly. Vzácnější jsou žluté a růžové Merkury, které se používaly pro větší počty výtisků, nejméně se pak dochovalo variant rumělkových. Ty se totiž lepily na pásky, které obalovaly 10 výtisků novin a po roztržení se vyhazovaly, a patří tak mezi první desítky nejdražších známek na světě. Prodávaly se v hodnotě 0,6 Kr v modré variantě, za 6 Kr ve žluté, 30 Kr v růžové a 6 Kr v rumělkové.
Fakt, že se jednalo se o známky „novinové“, znamená, že byly používané k zasílání novin poštou či pro vyplácení novin.

## Cena
Cena většiny Merkurů není nijak zvláště vysoká, především těch použitých (orazítkovaných). Nepoužité jsou už dražší, asi v řádu stovek korun.[zdroj?]